# Bill Cunningham New York
Bill Cunningham New York é um  documentário de 2010, dirigido por Richard Press, que conta a história do icônico fotografo Bill Cunningham, considerado o pai do streetstyle.